# 安養寺城
安養寺城（あんようじじょう）、または安養寺御坊（あんようじごぼう）は、富山県小矢部市末友にあった日本の城および勝興寺旧伽藍跡。城跡としては史跡未指定だが、一向衆の拠点「勝興寺安養寺御坊跡」として小矢部市指定史跡となっている。とやま城郭カードNo.46。

## 規模
主郭は一辺が約200メートルの方形で、その周りを空堀と土塁で囲っていた。主郭から東側には「寺町」と呼ばれる地が在り、寺によって町割りが行われた寺内町を内包した惣構えを有していた。惣構えには「横矢掛かり」が用いられていた。惣構えの東端には「大門」と呼ばれる地が在りここは現在でも周囲よりも一段高くなっている。また城域内には本願寺の連枝系寺院にのみ設けられた施設である「御亭」という地名も伝わっている。越中と加賀の国境越えの主要道として「田近越」が在るが、安養寺城へと通ずる為に「安養寺越え」とも呼ばれた。この地が如何に交通の要所であったかが窺われる事項であると言えよう。

## 歴史
前身は越中土山御坊であり、高木場御坊（現富山県南砺市高窪）移転を経て、永正16年（1519年）にこの地に移転した。前身を含む北陸の真宗系寺院の殆どは山間部に建てられていたが、安養寺城は大型河川に程近い平野部に建てられている。これには山城から平城への変遷と同様の変化が有ったものと思われる。この時、寺領は十数万石に及ぶとも言われており、瑞泉寺と並び越中一向一揆の最重要拠点として機能していた。
しかし天正9年（1581年）4月に越中木舟城城主石黒成綱によって攻められて焼亡した。天正12年（1584年）、佐々成政が越中守山城城主神保氏張を介して越中古国府城の地の寄進を申し出る。この背景には来たるべき前田利家との戦に備えて協力体制を築いておきたいという佐々方の思惑があったと思われる。実際、一向一揆方の猛将として知られ、移転した勝興寺の至近に館を建てて居住していた寺島盛徳、小島国綱兄弟が能登末森城の攻防戦など緒戦で大活躍している事から、この策は成功したと言えよう。勝興寺勢力はこれを受け入れて移転し（現在の勝興寺）、安養寺城は放棄された。

## 年表
- 文明年間初頭、加賀二俣本泉寺住持であった如乗（本願寺6世巧如の次男）の妻、勝如尼（本願寺5世綽如の3男周覚の娘）によって土山御坊が創建され、本願寺8世蓮如の4男である蓮誓が入った。なお、蓮如が杉浦万兵衛宅に寄寓していた時に建てられたという説も在る。
- 文明13年（1481年）2月、礪波郡に勢力を誇った越中福光城主石黒光義が同族の加賀守護富樫政親の要請を受けて、医王山惣海寺と組んで瑞泉寺らと戦うが敗退（田屋川原の戦い）。これを契機に礪波郡は徐々に一向一揆衆の支配下に組み込まれていく。この時土山御坊は直接的な参戦はしていない様だが、加賀の門徒に働きかけて背後から惣海寺、福光城を攻撃させたのではないかとも考えられている。
- 明応3年（1494年）、蓮誓によって越中礪波郡高木場（現・南砺市高窪）に移転。
- 永正14年（1517年）、承久の乱で佐渡へ配流された順徳上皇が勅願所として創設した殊勝誓願興行教寺の門徒が、名声を頼り寺の名前の譲渡を申し入れた。この後、「殊勝誓願興行教寺」を略して「勝興寺」と称する様になる。
- 永正16年（1519年）、高木場御坊が炎上（同年の長尾為景・畠山春王の越中侵攻と関連があるとする説もある）。3代実玄（蓮誓の次男）は安養寺御坊を建てて移転し、これを城塞化した。
- 大永元年（1521年）3月、越中氷見を中心に一向一揆が蜂起。同年9月には飛騨の豪族内ヶ島氏が一揆方に与力するなどして越中守護代神保慶明（神保慶宗の弟とされる）、同じく守護代の越中蓮沼城城主遊佐慶親が徐々に劣勢となる。これを受けて能登守護畠山義総と越後守護代長尾為景が援軍を派遣する事態となった。
- 大永2年（1522年）、勝興寺勢と加賀専光寺勢は内ヶ島家当主雅氏の弟氏教と共に越中多胡城を攻めて畠山勢と戦うも敵味方共に甚大なる被害（氏教が戦死する等）を出して停戦、和睦した。しかしこれにより遊佐氏の影響力は低下し、後に慶親は越後へ亡命。勝興寺は周辺地域の行政権を獲得したと思われる。
- 永禄年間、上杉謙信と争ったという。
- 元亀3年（1572年）、加賀一向一揆が蜂起。勝興寺もこれに呼応して蜂起し、加賀勢と共に越中富山城を落城させて神通川以西を一時的に制圧するも、謙信に敗れて富山城を奪回された。この蜂起には武田信玄の要請という側面も有る（『勝興寺文書』）。
- 天正3年（1575年）、謙信が越中を攻略。勝興寺は和睦した。
- 天正5年（1577年）、「上杉家家中名字尽」に勝興寺の名が見える。
- 天正8年（1580年）2月、上杉家を離反し織田信長方に付いた越中木舟城主石黒成綱が安養寺城を攻めるもこれを撃退。
- 天正9年（1581年）4月、住職顕幸が門徒らと共に石山合戦に参戦している隙に、再び成綱が安養寺城を急襲。安養寺城は城下共に焼亡した。因みに勝興寺は直ちに上杉景勝に訴え、景勝配下の吉江宗信が成綱の本拠である木舟城を攻め落としている。成綱は同年7月、信長に呼び出されて暗殺された。
- 天正12年（1584年）、佐々成政が越中守山城城主神保氏張を介して越中古国府城の地を寄進し、移転した。
- 後に勝興寺は前田氏によって手厚い保護を受けた。以降幕末まで前田家と勝興寺は住職から藩主を出す（前田治脩）など血縁的にも密接な関係を保ち続ける事となる。

## 沼田太郎右衛門高信碑
安養寺城で侍大将を務めた沼田太郎右衛門高信を讃える石碑が残っている（市指定有形文化財）。享保18年（1733年）10月16日に建てられたもので、漢文体で書かれていた碑文は風化してしまって直接には読めないのだが、その写しが現在でも残っている。勝興寺5代顕幸によって上野沼田庄より招かれて安養寺城を守り、上杉謙信や石黒成綱、佐々成政等と戦いこれを退けた事云々や、恩賞として礪波郡蓑輪村（現富山県小矢部市蓑輪）に領地を貰って用水路（三ヶ村用水）を掘るなど開拓に尽力した様子等が書かれている。

## 現在
大半は耕地されている為、全貌を把握する事は困難である。鐘楼堂跡や空堀遺構が残っており、往事を偲ぶ事は出来る。石碑、案内板が建てられている。

## 周辺の施設
- 国道359号
- 富山県道274号砂子谷埴生線

## 交通
あいの風とやま鉄道石動駅より小矢部市営バス